# Kinnor
Il kinnor (in ebraico כִּנּוֹר) è un antico strumento musicale israelita della famiglia dei liuti a giogo (detti anche lire), menzionato per la prima volta nella Bibbia (Gen. IV 21).
È comunemente tradotto come "arpa" o "lira", mentre in ebraico moderno con la stessa parola ci si riferisce invece a un violino. L'identificazione dello strumento è stata abbastanza discussa, ma, dal punto di vista della storia degli strumenti musicali, il peso delle prove è in favore dell'idea che il kinnor sia analogo alla cetra (kithara) dell'Antica Grecia e che quindi appartenga con essa alla famiglia delle lire. A sua volta, è oramai accertato che il kinnor sia null'altro che la dizione ebraicizzata del kinnaru cananeo, di utilizzo ben più antico del mondo biblico.
Questo strumento era già usato prima del 2000 a.C., vale a dire tra i gruppi etnici semiti. È improbabile che uno strumento (che appare anche sulle monete ebraiche) così estesamente conosciuto ed usato in varie parti dell'Asia Minore in tempi remoti, e che si trova tra le sculture ittite, possa finire per non essere menzionato nella Bibbia, con l'eccezione dei versi in Dan. III.
Talvolta in inglese è anche chiamato David's harp (arpa di David), ed è stato nominato lo strumento nazionale di Israele.